# FontForge
FontForge (noto in precedenza come PfaEdit) è un programma per creare e modificare tipi di carattere sotto licenza open source.
È capace di estrarre i dati dei caratteri (salvati al loro proprio formato), come anche di processare pacchetti di caratteri convertendoli ai formati TrueType, PostScript e OpenType.